# Dighwara
Dighwara é um cidade no distrito de Saran, no estado indiano de Bihar.

## Geografia
Dighwara está localizada a 25° 44′ N, 85° 00′ L. Tem uma altitude média de 43 metros (141 pés).

## Demografia
Segundo o censo de 2001, Dighwara tinha uma população de 27.327 habitantes. Os indivíduos do sexo masculino constituem 52% da população e os do sexo feminino 48%. Dighwara tem uma taxa de literacia de 48%, inferior à média nacional de 59,5%: a literacia no sexo masculino é de 59% e no sexo feminino é de 35%. Em Dighwara, 19% da população está abaixo dos 6 anos de idade.